# Skymark Airlines

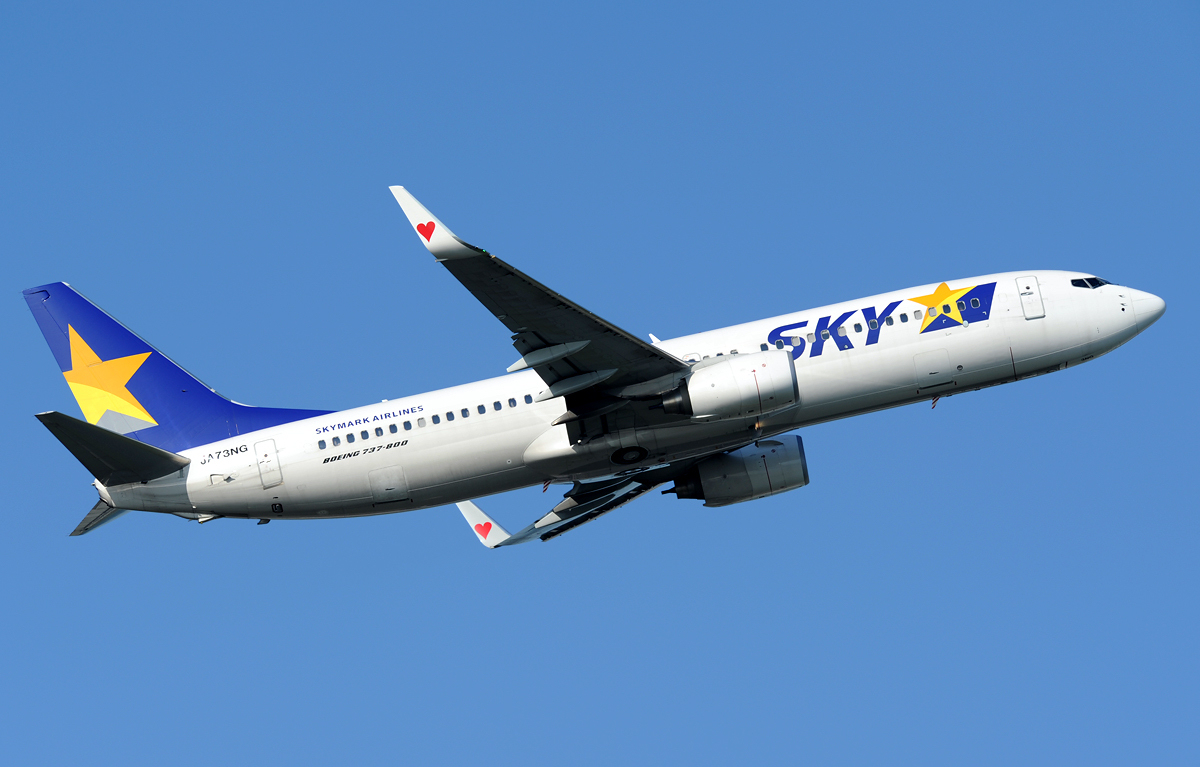
Boeing 737-800

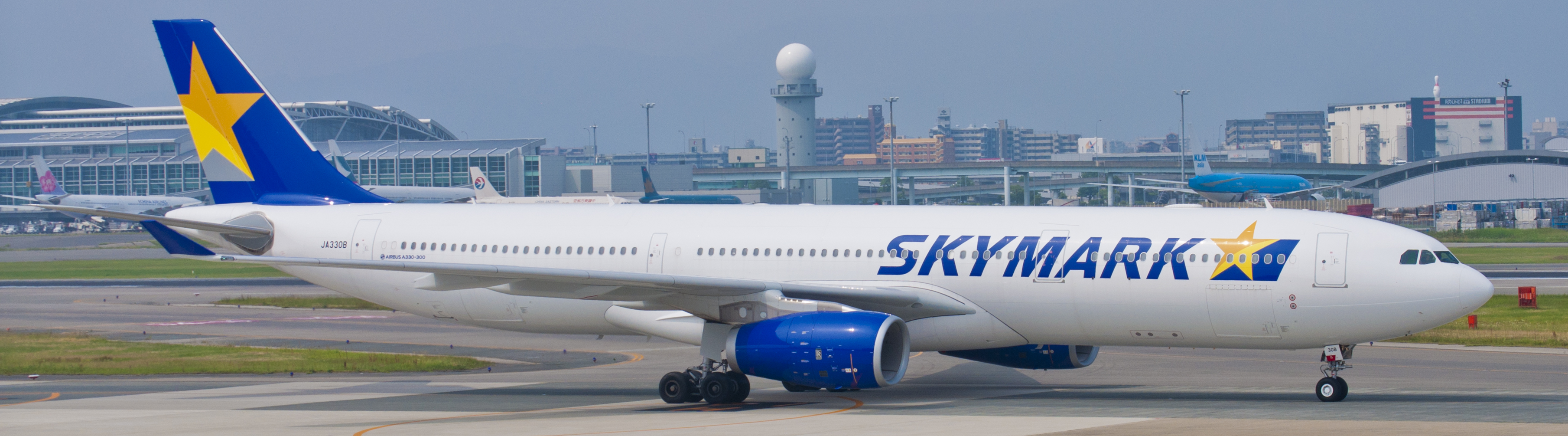
Airbus A330-300

Skymark Airlines – japońskie tanie linie lotnicze z siedzibą w Tokio. Obsługują połączenia krajowe oraz jedno międzynarodowe do Seulu. Głównym hubem jest Port lotniczy Tokio-Haneda.
Agencja ratingowa Skytrax przyznała liniom cztery gwiazdki.

## Flota
Według stanu na styczeń 2025 flota Skymark Airlines składała się z 29 samolotów o średnim wieku 13 lat:
| Samolot           | Samolot | Samolot   | Liczba miejsc | Uwagi                    |
| Model             | Aktywne | Zamówione | Liczba miejsc | Uwagi                    |
| ----------------- | ------- | --------- | ------------- | ------------------------ |
| Boeing 737-800    | 29      | -         | 177           |                          |
| Boeing 737 MAX 8  | -       | 8         | 177           | Dostawa planowana w 2026 |
| Boeing 737 MAX 10 | -       | 2         | 210           | Dostawa planowana w 2026 |
| Łącznie           | 29      | 10        |               |                          |